# Rhoda Dakar

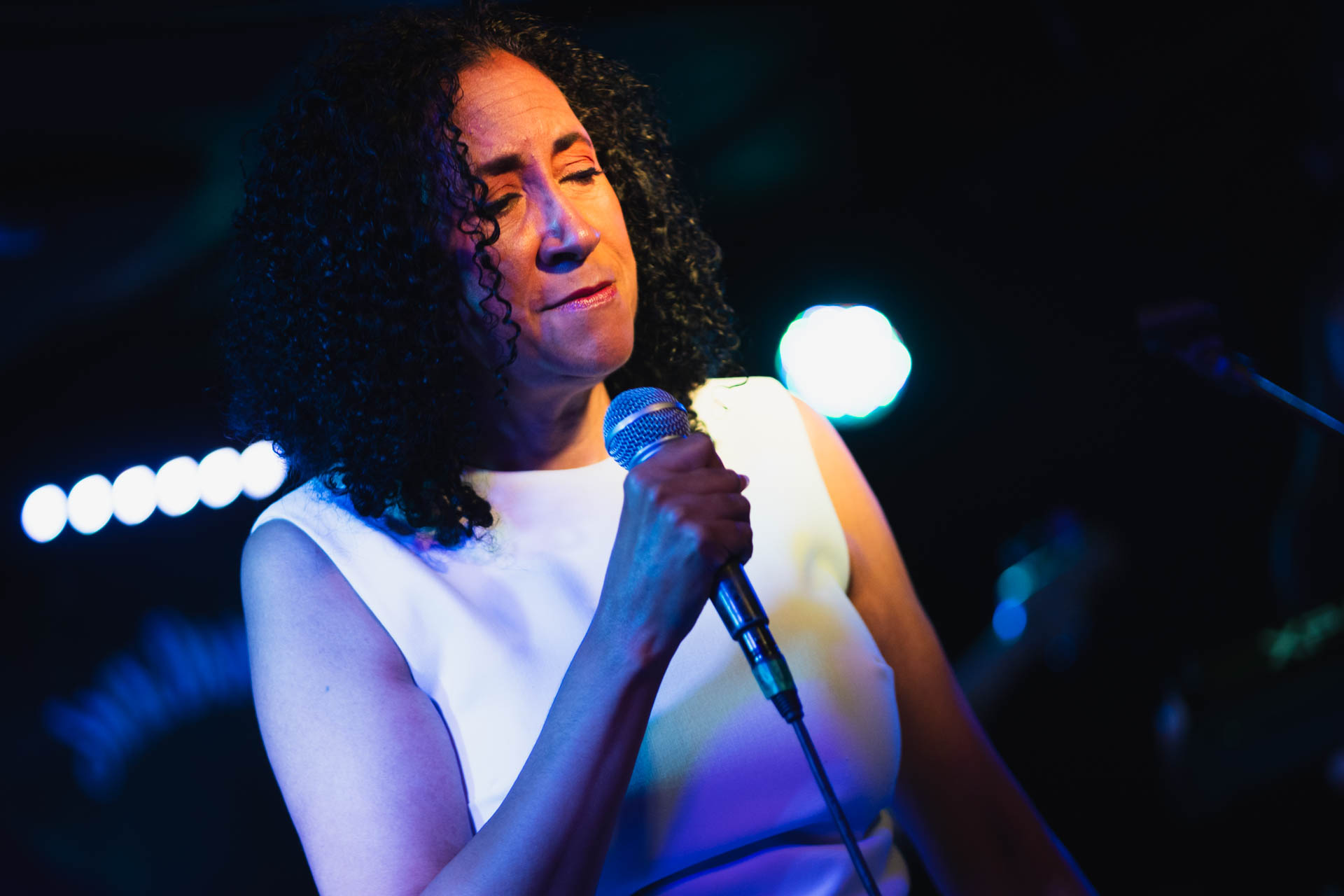
Rhoda Dakar bij een concert in september 2023

Rhoda Dakar (geboren Hampstead (Londen), 18 augustus 1959) is een Brits zangeres en muzikante. Ze is de voormalige frontvrouw van de meidenskaband The Bodysnatchers.

## Biografie

### 1979-1980; The Bodysnatchers
Dakar is de dochter van een Jamaicaanse vader - jazzmuzikant en oorlogsveteraan Rudy Evans (alias André Dakar) - en een Engelse moeder. Ze begon als model voor Vivienne Westwood voordat ze in 1979 gevraagd door bassiste en oprichtster Nicky Summers gevraagd om bij de Bodysnatchers te komen zingen. Die band tekende bij het 2-Tone-label van Specials-leider Jerry Dammers en scoorde in 1980 twee top 50-hits met "Let's Do Rock Steady" en "Easy Life" alvorens met ruzie uiteen te vallen. Dakar en Summers wilden politieke onderwerpen aansnijden zoals de Specials; de rest gaf de voorkeur aan melodieuze popsongs à la Madness. Zij gingen verder als The Belle Stars.
Plannen voor een band die totaal zou afwijken van de Bodysnatchers werden nooit gerealiseerd; in plaats daarvan werkten Dakar en Summers met Dammers aan "The Boiler" (oorspronkelijk bedoeld als debuutsingle van de Bodysnatchers). De opnamen werden echter onderbroken omdat de Specials een reeks optredens voor de boeg hadden. Dakar werd uitgenodigd om haar duet met zanger Terry Hall te vertolken en na het #1-succes van "Ghost Town" deed ze als vast bandlid mee aan de Amerikaanse concerten.

### 1981-1984; The Special AKA
In september 1981 werd bekendgemaakt dat de Specials door leegloop uit elkaar waren gegaan. Via een Duitse tournee met trombonist Rico Rodriguez maakte het restant (Dakar, Dammers, bassist Horace Panter en drummer John Bradbury) een doorstart als The Special AKA en werd "The Boiler" afgemaakt om begin 1982 te worden uitgebracht. Datzelfde jaar verleende Dakar haar medewerking aan een single van 2-Tone-band The Appolinaires.
De opnamen voor het Special AKA-album In The Studio verliepen uiterst moeizaam omdat de nieuwe bezetting geen hecht collectief vormde zoals de originele Specials. Ondanks het succes van de single "Free Nelson Mandela" werden er niet genoeg exemplaren verkocht om het gehele opnamebudget terug te betalen. The Special AKA ging eind 1984 noodgedwongen op non-actief.

### 2000-2007; terugkeer in de muziek en eerste soloalbum
Dakar bewaarde geen plezierige herinneringen aan haar Special AKA-periode en trok zich nagenoeg terug uit de muziekwereld. Ska leek voor haar (en voor andere 2 Tone-coryfeeën) een afgesloten hoofdstuk, maar uiteindelijk kroop het bloed waar het niet gaan kon. In de jaren 2000 vormde Dakar gelegenheidstrio Ska Divas met Pauline Black (Selecter) en Jennie Matthias (ex-Belle Stars). Dit leidde tot gastoptredens bij The Selecter en de akoestische spin-off Three Men & Black, die feitelijk het achtervoegsel "& Dakar" kreeg.
In 2007 verscheen haar eerste solo-album; Cleaning In Another Woman's Kitchen was opgenomen met hulp van Selecter-gitarist Nick Welsh en bestond voor een deel uit semi-akoestische versies van Bodysnatchers-nummers.

### 2009-2013; samenwerkingen met Madness en The Beat
In 2009 was Dakar te horen op het Madness-album The Liberty of Norton Folgate en maakte ze haar opwachting bij enkele optredens waaronder het Madstock 5-concert.
In 2012 verleende Dakar haar medewerking aan het Specials-tribute-album Specialized en schreef ze de liner notes voor de heruitgaven van de drie albums van The Beat.
In november 2013 trad Dakar voor het eerst op tijdens de jaarlijkse House of Fun Weekender van Madness; saxofonist Lee Thompson vroeg haar als gastzangeres bij zijn Ska Orchestra. 

### 2014-2015; 35-jarig jubileum Bodysnatchers (geen reünie!)
In 2014 gaf Dakar een concert met uitsluitend nummers van de Bodysnatchers; dit ter viering van het 35-jarig jubileum. Vervolgens nam ze het gecrowdfunde Rhoda Dakar Sings The Bodysnatchers op met onder meer Specials-leden Horace Panter en Lynval Golding. Het 'verloren 2 Tone-album' werd 30 oktober 2015 uitgebracht op cd en vinyl. Ter promotie trok Dakar langs vele festivals.

### 2016-2018; The Lo Tek Four-tweeluik
In september 2016 verscheen de EP The Lo Tek Four Vol 1 met daarop de Madness-cover Tears You Can Hide en een postume bijdrage van Rudy Evans. Datzelfde jaar was ze voor het eerst in 35 jaar weer te gast bij de Specials.
In oktober 2018 verscheen The Lo Tek Four Vol 2 dat op dezelfde wijze was opgenomen als de voorganger. Daarna ging Dakar op tournee met de Selecter tijdens hun veertigjarig jubileum. Ze verving The Beat in verband met ziekte en uiteindelijke overlijden van frontman Ranking Roger.

### 2020; radioprogramma
In januari 2020 kwam Dakar voor het eerst naar Australië voor drie concerten. In juni bracht ze met Dub Pistols de single Stand Together uit en ging haar radioprogramma Pork Pie and Mash van start; hierin sprak ze onder meer met bevriende muzikanten waaronder Madness-bassist Mark Bedford die wegens succes werd teruggevraagd.

### 2021-2022; losse singles
In februari 2021 een cover van Morrissey's Everyday Is Like Sunday die in eerste instantie alleen verkrijgbaar was als downloadbare single. In de zomer toerde Dakar met UB40 (zonder Ali Campbell) en de Paul Weller-gerelateerde bands The Stone Foundation en The Style Councillors (tributeband van The Style Council). In november 2021 verleende Dakar haar medewerking aan de tiende en laatste House of Fun Weekender die Madness in evenzoveel jaar tijd organiseerde. 
Dakar tekende een contract bij het label Sunday Best en bracht in 2022 coverversies uit van David Bowie's The Man Who Sold the World, Patsy Cline's Walking After Midnight en Marianne Faithful's As Tears Go By . Tevens hervatte ze haar tournee met UB40 en was ze gastzangeres op het nummer As We Live van de Amerikaanse skaband The Interrupters.

### 2023; Version Girl; coveralbum
In januari 2023 bracht Dakar haar versie uit van Louis Armstrong's What a Wonderful World; dit als voorbode van het coveralbum Version Girl dat eind mei verscheen. Het album bezorgde Dakar haar eerste top tien-notering onder eigen naam.
Op 21 oktober werd Dakar met oud-Bodysnatchers-saxofoniste Miranda Joyce herenigd tijdens de boekpresentatie van Too Much Too Young: The 2 Tone Records Story.
In december verscheen een non-albumcover van The Buzzcocks' I Wouldn't Mind; dit als postuum eerbetoon aan Pete Shelley die het schreef.
In 2024 werd Rhoda Dakar Sings The Bodysnatchers opnieuw uitgebracht met drie niet eerder verkrijgbare nummers. In 2025 volgde de dubversie van Version Girl.

## Persoonlijk leven
Rhoda Dakar heeft twee kinderen en is ambassadrice van een stichting die muziekprojecten organiseert voor psychiatrische patiënten..